# Beroidae
Famille
Les Beroidae constituent une famille de Ctenophores, la seule de l'ordre des Beroida.

## Liste des genres
Selon Claudia E. Mills de l'Université de Washington :
- Beroe Gronov, 1760
- Neis Lesson, 1838

Selon World Register of Marine Species (25 novembre 2015) :
- Beroe Browne, 1756 -- 25 espèces
- Idyia (genre vidé au profit de Beroe)

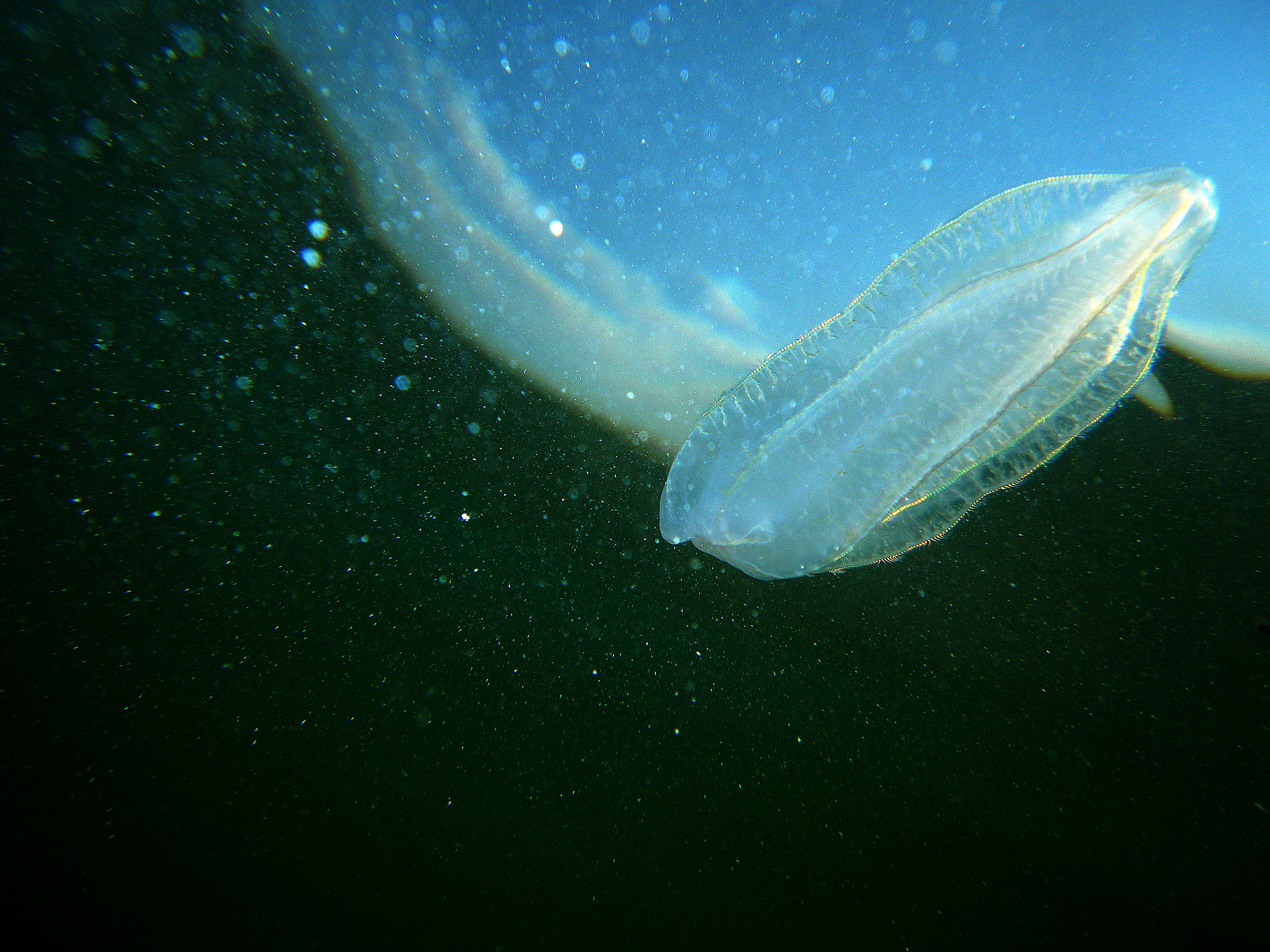
Beroe ovata
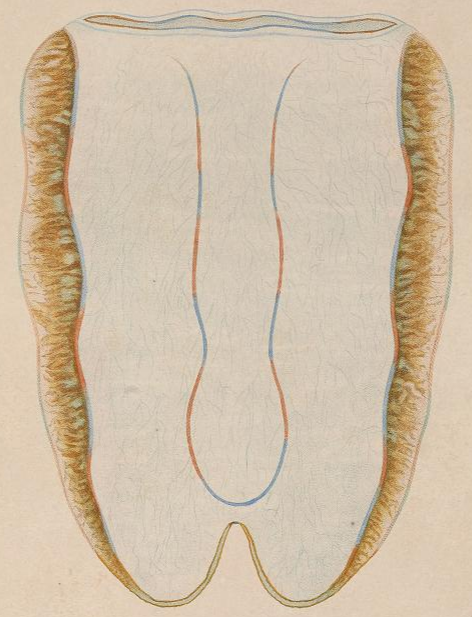
Neis cordigera

- Neis Lesson, 1843 -- 1 espèce

Selon GBIF (26 avril 2022) :
- Beroe Muller, 1776
- Beroe  Martens, 1870
- Hydroctena Dawydoff, 1904
- Idyia
- Maotianoascus Chen & Zhou, 1997
- Neis Lesson, 1843

- Beroe ovata
- Neis cordigera